# Еклога (право)
Еклога (від грец. Εκλογή — вибір) — коротке зведення візантійського законодавства (лат. Ecloga Basilicorum), зроблене у Візантії грецькою мовою приблизно 740—750 (за ін. даними, 726). Було скороченою вибіркою-компіляцією з кодифікації імператора Юстиніана (відомої як Corpus juris civilis), а також подальших актів візантійських імператорів, з метою зробити законодавство більш доступним для населення.